# Fanny Cadeo
Stefania "Fanny" Cadeo (ur. 10 września 1970 w Lavagna) – włoska aktorka, modelka i subretka.

## Filmografia (wybór)

### Teatr
- Gocce di luna, w reżyserii Armando Marra
- Passerelle, w reżyserii Mino Bellei
- Sex and City, w reżyserii Fabio Crisafi
- Arrivederci e grazie, w reżyserii  Giancarlo Nanni
- Portami tante rose.it, w reżyserii Marco Mattolini
- Rimanga tra noi, w reżyserii Antonio Giuliani
- Mi ritorni in mente, w reżyserii  Renato Giordano
- Kupiec wenecki od William Shakespeare, w reżyserii Andrea Buscemi
- Mamma...ieri mi sposo w reżyserii  Patrick Rossi Cataldi, z Sandra Milo i Gino Rivieccio[1]
- Ricette d'amore od Diego Ruiz, z Patrizia Pellegrino, Federica Cifola i Jane Alexander.'

### Filmy
- Trinità & Bambino... e adesso tocca a noi!, regia di E.B. Clucher (1995)
- Croce e delizia, regia di Luciano De Crescenzo (1995)
- Gli inaffidabili, regia di Jerry Calà (1997)
- Una milanese a Roma, regia di Diego Febbraro (2001)
- Fatti della banda della Magliana, regia di Daniele Costantini (2005)
- Cose da pazzi, regia di Vincenzo Salemme (2005)
- Troppo belli, regia di Ugo Fabrizio Giordani (2005)

### Seriale
- Racket, regia di Luigi Perelli, miniserie
- Agenzia fantasma, regia di Vittorio De Sisti
- Tutti gli uomini sono uguali, regia di Alessandro Capone
- Un posto al sole, Rai 3, serie televisiva
- La Squadra, Rai 3, serie televisiva
- Il Grande Torino, regia di Claudio Bonivento
- Domani, regia di Vincenzo Terracciano
- Condominio, regia di Beppe Recchia, sit-com in Buona Domenica
- Io e mamma, regia di Andrea Barzini
- Striscia la notizia (Canale 5, 1992-1994)
- Primatist Trophy, Odeon TV
- Donne e viaggi (Rete 4, 2000)
- Ci vediamo su Rai 1 (Rai 1, 2001)
- Unomattina, Rai 1
- Stupido hotel Rai 1
- Buona Domenica (Canale 5, 2004-2005)
- SOS notte, Alice Home TV
- Follie rotolanti, (2008), Rai 2
- Venice Music Award (2009), Rai 2
- Cercasapori (2009-2010), Rai 2
- Premio Mogol (2010), Rai 1
- 10 Stelle per Madre Teresa (2010), Rai 1
- L'anno che verrà (2011) Rai 1
- Torino Film Festival Rai Movie
- Lasciami cantare!, Rai 1

### Telewizja
- 1992-1994: Striscia la notizia

## Program radiowy
- Programma musicale anni '60 – '80, Rai Isoradio
- Il Cercasapori-SMS consumatori, Rai Isoradio
- Grazie dei fiori, Rai Isoradio
- L'Italia che va, Rai Radio 1

## Częściowa dyskografia

### Albumy
- 2000 - Légende Personnelle

### EP
- 1993 - Mambo Italiano

### Singles
- 1993 - What Is Love (Spanish Version)  z MC & Co
- 1993 - Mia bocca
- 1993 - Another Chance  z Ricky Wilson
- 1994 - I Want Your Love
- 1994 - Pècame
- 1995 - I Want Your Love (Summer Remix)
- 2000 - Living In The Night